# Saint-Maurice-d'Ételan
Saint-Maurice-d'Ételan är en kommun i departementet Seine-Maritime i regionen Normandie i norra Frankrike. Kommunen ligger i kantonen Lillebonne som tillhör arrondissementet Le Havre. År 2022 hade Saint-Maurice-d'Ételan 288 invånare.

## Befolkningsutveckling
Antalet invånare i kommunen Saint-Maurice-d'Ételan
| Referens: INSEE |